# Шокланд
Шокланд (хол. Schokland) је бивше острво у холандском плитком заливу Зуидерзе који је 1942. настао полдером Нордостполдер у холандском исушивању мора. Остаци острва су још увек видљиви као узвишења окружени насипном браном Миделбурт.

## Историја
Шокланд је изворно био полуострво које је током средњег века постао атрактивно насеље. Углавном је био прекривен насељима, гробљима, терповима (вештачке хумке на којима су била села), насипима, бранама и системом парцела. Најстарија насеља на Шокланду потичу из палеолита, а почетком 13. века је захваљујући поморском положају постао важно средиште поморске трговине и рибарства.
Поступним подизањем мора до 15. века Шокланд је постао острво. Многи насипи око Шокланда показују како током тог раздобља, али и следећим вековима, острво губило битку против надирућег мора, углавном за време снажних олуја. На крају острво није могло само да се одбрани од мора и добило је подршку од већа Оверијсела. Године 1710. Холанд и Фрисланд су додатно суфинансирали острвљане, углавном због важности светионика Зуидпунта за њихове трговачке путеве. Од 19. века острво је било све угроженије поплавама. До тада становници Шокланда су се повукли у три виша насеља, Емелорд, Моленбурт и Миделбурт. 1825. године велика поплава је уништила већину острва, а 1859. године холандска влада је одлучила да отпише насеља на Шокланду, па су укинули и општину и припојили је Компену на копну.
Након што је исушивањем мора Зуидер Зи настао полдер Нордостполдер, Шокланд је постао популарани археолошки локалитет на коме је установљен ”Музеј Шокланд“, а 1995. године је уврштено на списак Светске баштине у Европи, прву у Холандији као ”пример насеља које датира још из праисторије и сведочи о Холандској херојској борби против морске претње“.

## Галерија
- Црква и музеј изнад бившег морског насипа
- Бивше гробље
- Бивша избегличка лука
- Остаци римокатоличке цркве Енса из 14. века